# Питерсон (город, Миннесота)
Питерсон (англ. Peterson) — город в округе Филмор, штат Миннесота, США. На площади 1,3 км² (1,2 км² — суша, 0,1 км² — вода), согласно переписи 2002 года, проживают 269 человек. Плотность населения составляет 215,2 чел./км².
- Телефонный код города — 507
- Почтовый индекс — 55962
- FIPS-код города — 27-50596[1]
- GNIS-идентификатор — 0649321[2]